# روی دوتریس
روی دوتریس (انگلیسی: Roy Dotrice؛ زادهٔ ۲۶ مهٔ ۱۹۲۳ –   درگذشته ۱۶ اکتبر ۲۰۱۷) یک هنرپیشه اهل بریتانیا بود. وی از سال ۱۹۴۵ میلادی تا سال ۲۰۱۷ میلادی مشغول فعالیت بوده‌است.
از فیلم‌هایی که وی در آن نقش داشته‌است، می‌توان به آمادئوس، نیکلاس و الکساندرا، داغ ننگ، پسر جهنمی ۲: ارتش طلایی، قهرمانان تلمارک، فردا، برو برو قصه‌ها و بانوی تفنگدار اشاره کرد.
وی همچنین برنده جوایزی همچون جایزه تونی شده‌است.